# María Luisa Bemberg
María Luisa Bemberg (ur. 14 kwietnia 1922 w Buenos Aires, zm. 7 maja 1995 tamże) – argentyńska reżyserka i scenarzystka filmowa. Wpływowa postać argentyńskiego kina i życia intelektualnego lat 70.-90. Jej filmy portretowały najczęściej życie argentyńskich klas uprzywilejowanych oraz akcentowały rolę kobiet w tamtejszym społeczeństwie.

## Życiorys
Pochodziła z majętnej rodziny niemieckich imigrantów. Jej pradziadek, Otto Bemberg, był właścicielem największego browaru w Argentynie. Nigdy nie uczęszczała do szkoły średniej ani na studia - nauki pobierała od swojej prywatnej guwernantki. 
W 1959 założyła i zarządzała Teatro del Globo w Buenos Aires. Była jednym z założycieli MFF w Mar del Plata oraz Argentyńskiego Zjednoczenia Kobiet.
Największe sukcesy odnosiła w latach 80. Melodramatyczna Camila (1984) poświęcona była zakazanej miłości bogatej dziewczyny do jezuickiego księdza. Obraz był drugim w historii argentyńskim filmem nominowanym do Oscara dla najlepszego filmu nieanglojęzycznego. 
W kolejnych filmach Bemberg grały światowe sławy: Julie Christie wcieliła się w tytułową rolę w Pannie Mary (1986); Assumpta Serna, Dominique Sanda i Héctor Alterio wystąpili w filmie Ja, najgorsza ze wszystkich (1990); Marcello Mastroianni zagrał główną rolę w Nie chcę o tym mówić (1993).
Bemberg zasiadała w jury konkursu głównego na 47. MFF w Wenecji (1990) oraz na 44. MFF w Berlinie (1994).